# Буле ле Тру
Буле ле Тру (фр. Boullay-les-Troux) је насељено место у Француској у региону Париски регион, у департману Есон.
По подацима из 2011. године у општини је живело 640 становника, а густина насељености је износила 133,33 становника/km².

## Демографија
| 1962. | 1968. | 1975. | 1982. | 1990. | 2011. |
| ----- | ----- | ----- | ----- | ----- | ----- |
| 206   | 253   | 339   | 416   | 509   | 640   |